# Xã Long Point, Quận Livingston, Illinois
Xã Long Point (tiếng Anh: Long Point Township) là một xã thuộc quận Livingston, tiểu bang Illinois, Hoa Kỳ. Năm 2010, dân số của xã này là 498 người.